# Bastien Dubois
Bastien Dubois (França, 8 de setembro de 1983) é um cineasta francês. Como reconhecimento, foi nomeado ao Oscar 2011 na categoria de Melhor Animação em Curta-metragem por Madagascar, a Journey Diary.